# Formule di duplicazione
Le formule di duplicazione nella trigonometria servono per calcolare il seno, il coseno e la tangente di {\displaystyle 2{\alpha }} avendo il valore di seno, coseno o tangente di {\displaystyle \alpha }. Sono ottenibili direttamente a partire dalle più generali formule di addizione delle funzioni trigonometriche nel caso particolare {\displaystyle \alpha =\beta }.
Per il seno e il coseno si ha:
{\displaystyle \sin(2\alpha )=\sin(\alpha )\cos(\alpha )+\cos(\alpha )\sin(\alpha )=2\sin(\alpha )\cos(\alpha );}
{\displaystyle \cos(2\alpha )=\cos(\alpha )\cos(\alpha )-\sin(\alpha )\sin(\alpha )=\cos ^{2}\alpha -\sin ^{2}\alpha .}
Poiché {\displaystyle \sin ^{2}(\alpha )+\cos ^{2}(\alpha )=1}, tale formula può anche essere riscritta come:
- {\displaystyle \cos(2\alpha )=(1-\sin ^{2}\alpha )-\sin ^{2}\alpha =1-2\sin ^{2}\alpha ;}
- {\displaystyle \cos(2\alpha )=\cos ^{2}\alpha -(1-\cos ^{2}\alpha )=2\cos ^{2}\alpha -1.}

Per la tangente si ha:
{\displaystyle \tan(2\alpha )={\frac {\tan \alpha +\tan \alpha }{1-\tan(\alpha )\tan(\alpha )}}={\frac {2\tan \alpha }{1-\tan ^{2}\alpha }},}
e la soprastante formula è valida per {\displaystyle \tan \alpha \neq \pm 1}, ossia per:
{\displaystyle \alpha \neq {\pi  \over 4}+k{\pi  \over 2},\quad k\in \mathbb {Z} .}
In corrispondenza di tali valori la formula tende all'infinito, ed in particolare:
- {\displaystyle \lim _{\alpha \to ({\pi  \over 4}+k{\pi  \over 2})^{-}}\tan(2\alpha )=+\infty ;}
- {\displaystyle \lim _{\alpha \to ({\pi  \over 4}+k{\pi  \over 2})^{+}}\tan(2\alpha )=-\infty .}